# New Kids on the Block

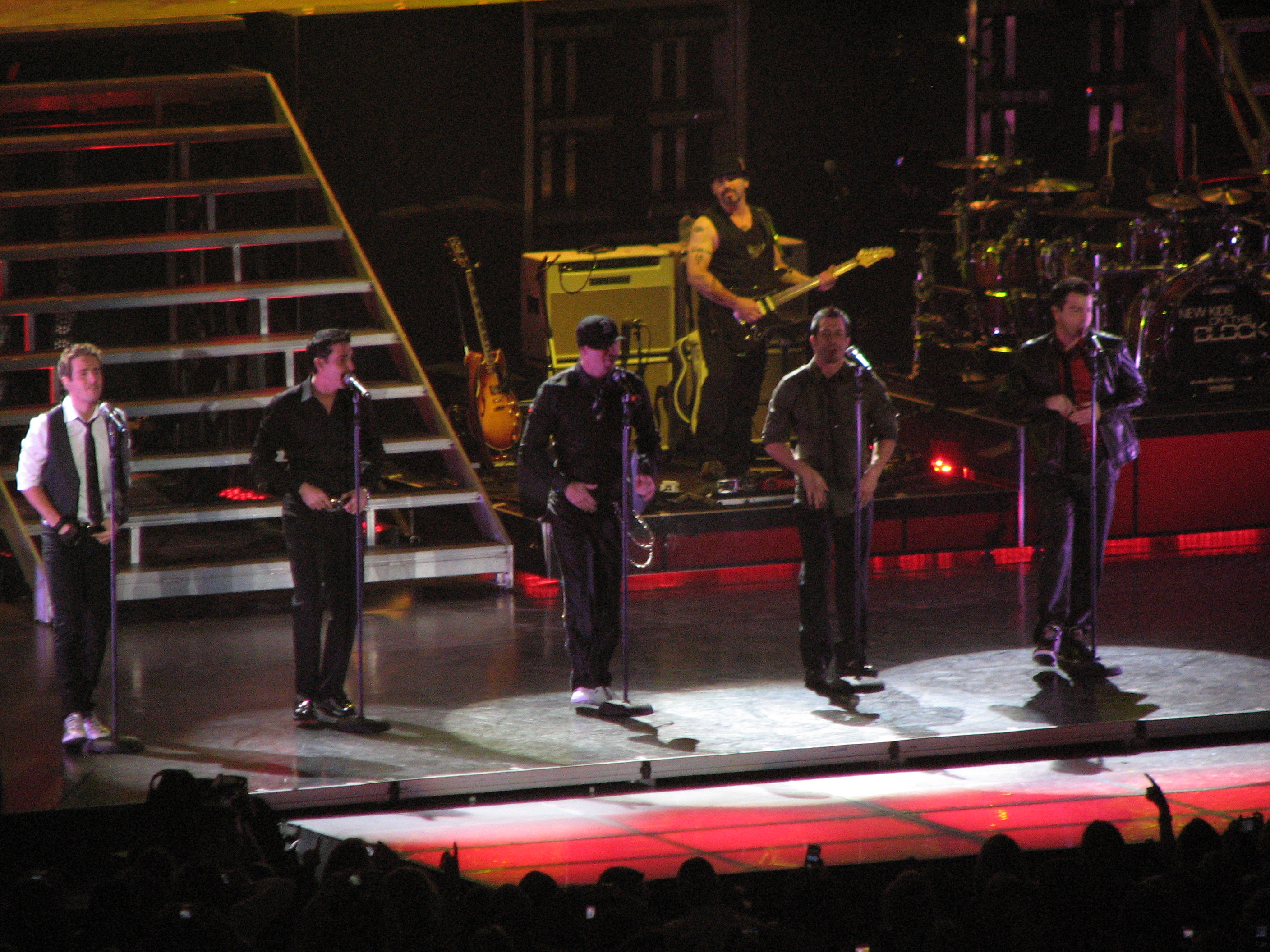
На концерте в ноябре 2008 года

New Kids on the Block (буквально: «Новые парни из нашего квартала») — молодёжная поп-группа (бой-бэнд), которая пользовалась успехом в США в 1988—1990 гг., в течение которых она три раза возглавляла Billboard Hot 100. 
Их самый большой хит — Step By Step — был выпущен в мае 1990 года. В том же году они обошли, по данным журнала Forbes, Майкла Джексона и Мадонну в качестве самого прибыльного поп-проекта в США. В 1990-х, в связи с подъёмом гранжа и рэпа, группа стала уступать позиции в чартах и была окончательно распущена в 1994 году. Послужила прототипом многих последующих бой-бэндов, включая Take That и Backstreet Boys.
В апреле 2008 года квинтет объявил о своем воссоединении и начале североамериканского турне осенью 2008-го. Первый за 14 лет сингл группы — «Summertime» — был выпущен летом 2008 года, предваряя выход альбома The Block.

## Дискография

### Альбомы
- 1986: New Kids on the Block
- 1988: Hangin’ Tough
- 1990: Step by Step
- 1994: Face the Music
- 2008: The Block
- 2013: 10
- 2024: Still Kids

### Сборники
- 2011: NKOTBSB (совместно с Backstreet Boys)

### Синглы
- 1988: «You Got It (The Right Stuff)» (№ 3 US и № 1 UK)
- 1989: «I’ll Be Loving You (Forever)» (№ 1 US)
- 1989: «Hangin' Tough» (№ 1 US и № 1 UK)
- 1990: «Step by Step» (№ 1 US)
- 2011: «Don’t Turn Out the Lights» (совместно с Backstreet Boys) (№ 14 US)

### Концертные туры
- 2011-2012: NKOTBSB Tour (совместный проект с Backstreet Boys)